# Ласковка (приток Пурежки)
Ласковка — небольшая река в России, протекает по Пестяковскому району в Ивановской области. Правый приток верхнего течения Пурежки. Устье Ласковки находится на высоте 108 м над уровнем моря напротив урочища Щетинино южнее деревни Гогино.